# Samsung Galaxy A15
O Samsung Galaxy A15 e Samsung Galaxy A15 5G é um smartphone baseado em Android, desenvolvidos e comercializados pela Samsung Electronics como a parte da série Galaxy A. Ele foi anunciado em 11 de dezembro de 2023 e lançado a dezasseis de dezembro, menos de uma semana depois.

## Recepção

### Comentários gerais
De um modo geral, o design do celular recebeu reações positivas e a sua simplicidade foi elogiada. Tecnicamente, há uma crítica do alto-falante, câmera e o desempenho geral do dispositivo. Multitarefa no dispositivo não foi considerado muito bom.

### Preocupações com a segurança e privacidade
O celular utiliza um sensor de impressões digitais (na parte lateral) e tem 5 anos de suporte de segurança